# Trupanea omphale
Trupanea omphale är en tvåvingeart som först beskrevs av Erich Martin Hering 1936.  Trupanea omphale ingår i släktet Trupanea och familjen borrflugor. Inga underarter finns listade i Catalogue of Life.